# Antonio Luna (generaal)

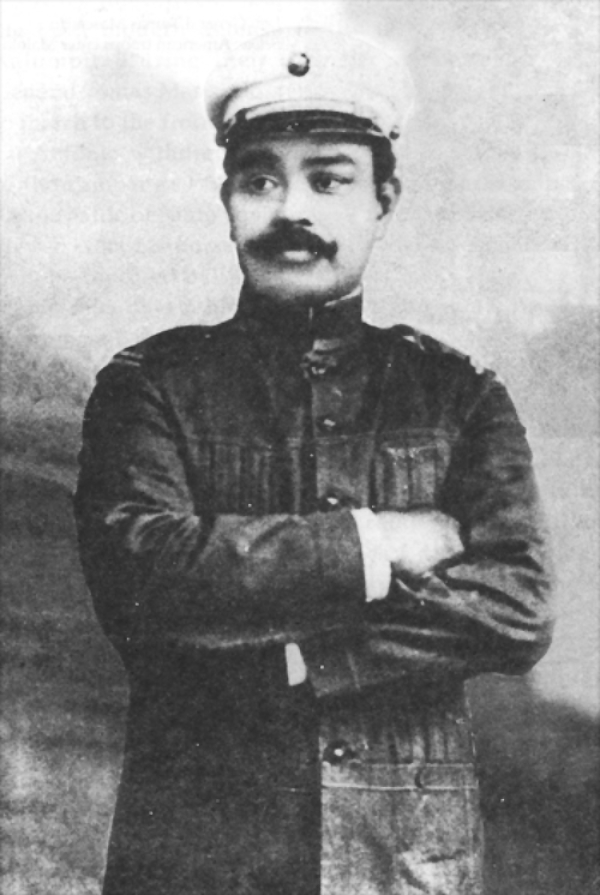
Antonio Luna

Antonio Luna (Manilla, 29 oktober 1866 - 5 juni 1899), was een Filipijns apotheker en generaal. Hij sloot zich na het uitbreken van de Filipijns-Amerikaanse Oorlog aan bij revolutionaire leger van Emilio Aguinaldo. Hij was de oprichter van de eerste Filipijnse militaire academie. In 1899 werd hij vermoord door soldaten van het Filipijnse revolutionaire leger. Antonio Luna was de jongere broer van schilder Juan Luna.

## Biografie
Antonio Luna werd geboren op 29 oktober 1866 in Binondo, Manilla. Hij was de jongste van zeven kinderen van Joaquin Luna de San Pedro en Laureana Novicio y Ancheta, beiden van Ilocano afkomst. Antonio studeerde aan de Ateneo de Manila University en behaalde daar in 1883 met de hoogste eer zijn bachelor of arts. Aansluitend begon hij aan een studie Farmacie aan de University of Santo Tomas. Na zijn tweede jaar vertrok Luna naar Spanje om daar verder te studeren. Na het behalen van zijn licentiaat farmacie aan de Universiteit van Barcelona behaalde hij in 1890 zijn doctoraal aan de Complutense Universiteit van Madrid.
Na zijn studie verhuisde hij naar Parijs, waar ook zijn oudere broer Juan Luna woonde en werkte. Hij werkte eerst als assistent van dr. Lateux en later in het laboratorium van Dr. Laffon. Hij werkte samen met diverse prominente bacteriologen en deed onderzoek naar gele koorts en andere tropische ziekten. Naast zijn werk als onderzoeker ondersteunde hij een groep landgenoten, onder wie José Rizal, Marcelo del Pilar, Graciano Lopez Jaena en Mariano Ponce, die bij hun streven naar hervormingen van het Spaanse koloniale bewind in de Filipijnen, in 1888 de Propaganda Movement hadden opgericht. Hij schreef artikelen in diverse Spaanse kranten en publiceerde in 1893 onder het pseudoniem Taga-Ilog het boek Impresiones met essays of Spaanse gewoonten en eigenaardigheden. Tevens schreef hij artikelen voor La Solidaridad, de krant van de Propagandisten.
In mei 1894 keerde Antonio samen met zijn broer Juan terug naar Manilla. In september van dat jaar richtte hij er een scherm- en schietschool op, waar hij als scherpschutter en uitstekende schermer jonge Filipino's leerde schermen en pistoolschieten. Eind december 1895 werd hij aangenomen als scheikundige bij het gemeentelijk laboratorium van Manilla. Na de ontdekking van de ondergrondse revolutionaire beweging Katipunan op 19 augustus 1896 werden velen, onder wie Antonio, gearresteerd op verdenking van betrokkenheid. Diversen onder hen werden een aantal maanden later gefusilleerd. Luna ontsnapte aan het vuurpeloton, doordat hij aangaf niet betrokken te zijn bij de beweging en zelfs enkele namen van leden van de Katipunan vrijgaf. In februari 1897 werd Luna naar Spanje gedeporteerd, waar hij gevangen gehouden werd in een gevangenis in Madrid. Nadat hij was vrijgelaten was hij vastbesloten om zich aan te sluiten bij de revolutionaire beweging in de Filipijnen. Hij begon aan een zelfstudie oorlogvoering en militaire tactieken in de bibliotheken van Madrid en reisde naar Gent om daar de kunst van moderne oorlogsvoering te leren van de Belgische oorlogsheld, generaal Gérard Leman.
In juni 1898 keerde Luna terug in de Filipijnen, waar hij zijn diensten aanbood aan generaal Emilio Aguinaldo, de leider van de revolutionaire regering. Ondanks bezwaren van Apolinario Mabini en vele generaals werd hij door Aguinaldo benoemd tot Hoofd Oorlogsvoering met de rang van brigadier-generaal. Kort daarop volgde een benoeming tot opperbevelhebber van het leger. Luna begon direct met het reorganiseren van het Filipijnse leger, dat grote problemen kende, waaronder slechte onderlinge verhoudingen tussen officieren. Hij richtte arsenalen en militaire ziekenhuizen op en haalde de discipline in het leger aan. Later opende hij in Malolos ook de eerste Filipijnse militaire academie, om officieren de Europese oorlogsvoering bij te brengen. Naast zijn militaire activiteiten was Luna ook actief als lid van het Congres van Malolos en was hij een van de schrijvers van de Grondwet voor de Eerste Filipijnse Republiek. Daarnaast richtte hij de nationalistische krant La Independencia op, waarvan de eerste uitgave op 3 september 1898 verscheen. De krant had enkele prominente redacteuren, zoals Cecilio Apostol, Epifanio de los Santos, Fernando Maria Guerrero, Rafael Palma en Celemente Zulueta en werd een erg invloedrijke spreekbuis voor de revolutionairen.
Toen de Filipijns-Amerikaanse Oorlog uitbrak op 4 februari 1899 haastte Luna zich naar het front bij Caloocan om de militaire operaties tegen de Amerikanen te leiden. In tegenstelling tot veel van de generaals vocht hij daadwerkelijk mee aan het front. Hij bevocht de Amerikanen in gevechten in La Loma, Caloocan, Polo, Guiguinto (het tegenwoordige Plaridel), Malolos, Calumpit, Santo Toams en San Fernando. Ondanks de soms forse verliezen aan de zijde van de Amerikanen was het Filipijnse leger geen partij en werden ze steeds verder teruggedrongen. Diverse Filipijnse leiders, zoals Pedro Paterno en Felipe Buencamino sr. wilden daarop vrede sluiten met de Amerikanen. Luna was hier echter fel op tegen. Hij wilde doorvechten tot het eind.
Hoewel Luna werd gezien als een uitstekende en mogelijk de beste commandant van het Filipijnse leger, was hij niet bij iedereen geliefd. Hij was heethoofdig, ontactvol in zijn omgang met andere mensen en had regelmatig woede-uitbarstingen. Hij maakte op die manier ook in eigen gelederen vele vijanden, onder wie hooggeplaatsten zoals generaal Tomas Mascardo, Felipe Buencamino sr. en kolonel Manuel Arguelles. Ook Emilio Aguinaldo ergerde zich aan zijn temperament. Op 5 juni 1899 kwam Luna aan zijn einde toen hij samen met zijn aide-de-camp Francisco Roman werd vermoord door soldaten, die hij eerder oneervol had ontslagen wegens insubordinatie.